# François Froment-Meurice (1863-1927)
Pour les autres membres de la famille, voir Froment-Meurice.
Henri-Théodore-Marie-François Froment, dit Froment-Meurice, né à Paris le 17 octobre 1863 et mort dans cette même ville le 14 septembre 1927, est un homme politique français.

## Biographie
Né au domicile parental du no 19 boulevard Malesherbes, François est le fils de l'orfèvre Émile Froment-Meurice. Il est le petit-fils du célèbre orfèvre François-Désiré Froment-Meurice et de Théodore-Napoléon-Frédéric Thomas, préfet de la Corrèze sous la Monarchie de Juillet.
Après des études de lettres au lycée Fontanes et de sciences au collège Stanislas, François est admissible à l'École polytechnique en 1883. L'année suivante, il effectue son service militaire comme volontaire au 20e régiment de chasseurs. Par la suite, il deviendra officier de réserve d'artillerie.
Entré dans la maison d'orfèvrerie paternelle après son service militaire, il étudie également le droit et s'inscrit à la conférence Molé-Tocqueville. Il devient bientôt l'associé de son père, ce qui l'amène à exercer les fonctions de commissaire à l'Exposition internationale de Copenhague en 1888.

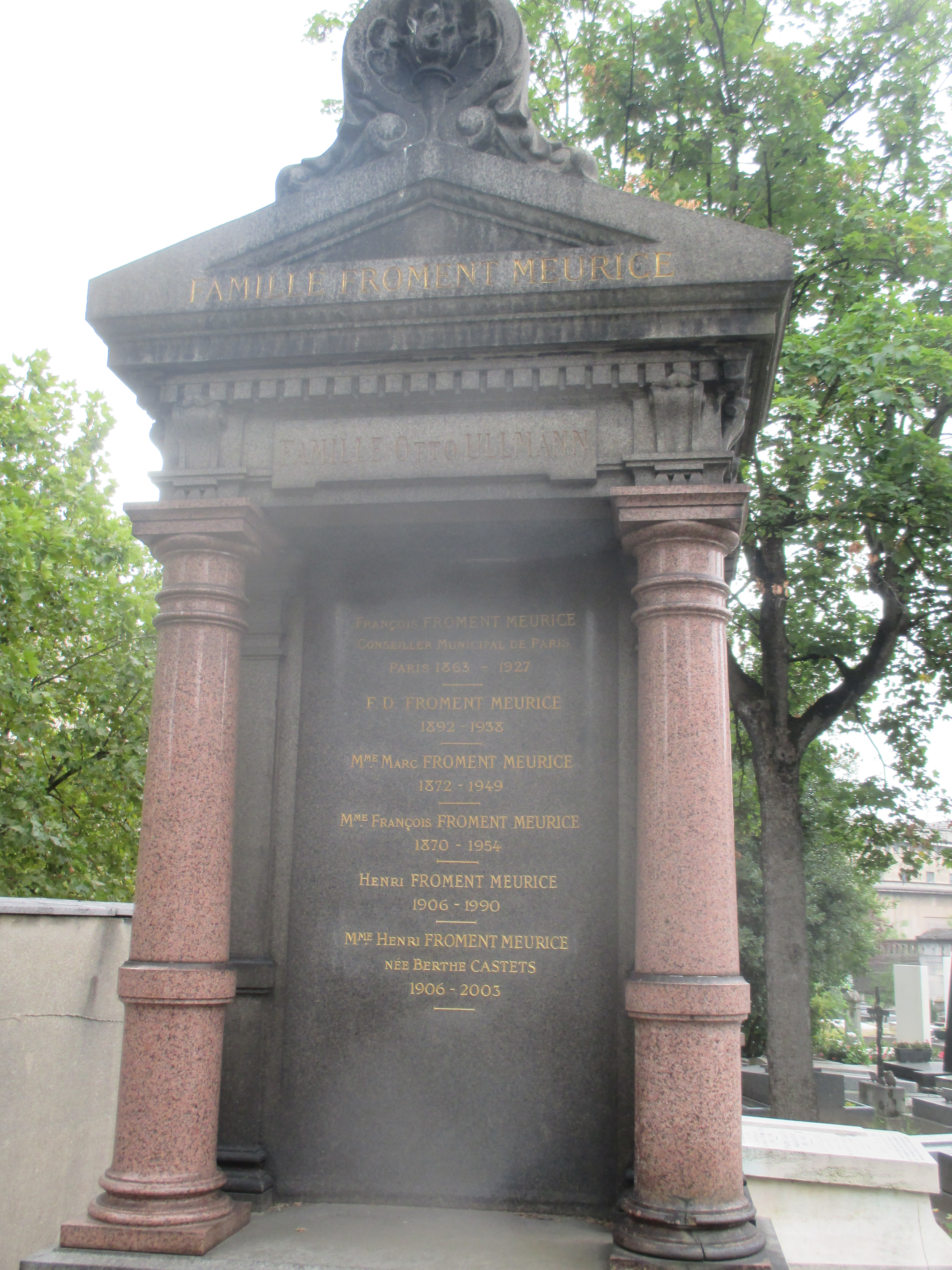
Sépulture.

Ouvertement royaliste, François Froment-Meurice s'engage en politique dès les élections législatives de 1885, en militant pour la liste « conservatrice » (monarchiste et cléricale) de la Seine sur laquelle figure son père.
Quatre ans plus tard, l'élection à la chambre des députés d'Amédée Dufaure, conseiller municipal conservateur du quartier de la Madeleine, lance la carrière politique de François. En effet, comme Dufaure ne se représente pas aux élections municipales de 1890, c'est François Froment-Meurice qui est investi candidat par le comité conservateur du 8e arrondissement. Son programme revendique notamment le retour des sœurs dans les hôpitaux, un subventionnement des écoles privées proportionné au nombre d'élèves, ainsi qu'une réduction des dépenses municipales afin d'éviter une augmentation des impôts. C'est avec près de mille voix d'avance sur le boulangiste Alcide Mazel qu'il est élu dès le premier tour, le 27 avril 1890. Par la suite, il sera réélu au premier tour des scrutins de 1893, 1896, 1900, 1904, 1908, 1912, 1919 et 1925.
Au cours de ses 37 années de mandat, François Froment-Meurice est notamment membre de la 1re commission et rapporteur du budget de l'octroi, vice-président de la 3e commission, membre de la commission du Vieux Paris, vice-président du conseil municipal, vice-président du conseil général de la Seine (pendant la Première Guerre mondiale) et président du comité du budget (à partir de 1919). Défenseur des intérêts de son quartier, il œuvre à l'élargissement de la rue La Boétie et à la création de l'avenue Matignon.
François Froment-Meurice meurt subitement le 14 septembre 1927. Ses funérailles sont célébrées trois jours plus tard à la Madeleine. Il est inhumé au cimetière de Passy.

## Pour approfondir